# 1155
Il 1155 (MCLV in numeri romani) è un anno  del XII secolo.

## Eventi
- 18 giugno: Italia - Federico I Barbarossa è incoronato Imperatore del Sacro Romano Impero.
- Irlanda - Comincia l'invasione da parte del Regno d'Inghilterra.

## Nati
- 28 febbraio - Enrico d'Inghilterra, re († 1183)
- 17 maggio - Jien, poeta, monaco buddista e storico giapponese († 1225)
- 11 novembre - Alfonso VIII di Castiglia, sovrano († 1214)
- Kamo no Chōmei, scrittore e musicista giapponese († 1216)
- Enrico Raspe III, nobile tedesco († 1180)
- Adam di Eynsham, scrittore inglese
- Fujiwara no Yasuhira, militare giapponese († 1189)
- Ottocaro I di Boemia, re boemo († 1230)
- Saer de Quincy, nobile britannico († 1219)
- Saitō Musashibō Benkei, monaco buddhista e militare giapponese († 1189)
- Sohravardi, filosofo e mistico persiano († 1191)
- Pietro II di Courtenay, imperatore francese († 1219)
- Ermanno I di Turingia, nobile tedesco († 1217)
- Fujiwara no Ariie, poeta giapponese († 1216)

## Morti
- 6 febbraio - Sigurd II di Norvegia, re norvegese (n. 1133)
- 4 giugno - Baldovino di Redvers, nobile britannico
- 8 giugno - Fujiwara no Akisuke, poeta giapponese (n. 1090)
- 18 giugno - Arnaldo da Brescia, religioso italiano (n. 1090)
- 22 agosto - Konoe, imperatore giapponese (n. 1139)
- Abu l-Fath al-Khazini, astronomo e fisico bizantino (n. 1115)
- Ebolo II di Ventadorn, trovatore francese (n. 1086)
- Roger FitzMiles, II conte di Hereford, nobile inglese
- Maredudd ap Gruffydd, principe (n. 1130)
- Minamoto no Yoshikuni, giapponese (n. 1082)
- Riccardo de Lingèvres, militare normanno

## Calendario
| Calendario 1155 | Calendario 1155 | Calendario 1155 | Calendario 1155 | Calendario 1155 | Calendario 1155 | Calendario 1155 | Calendario 1155 | Calendario 1155 | Calendario 1155 | Calendario 1155 | Calendario 1155 | Calendario 1155 | Calendario 1155 | Calendario 1155 | Calendario 1155 | Calendario 1155 | Calendario 1155 | Calendario 1155 | Calendario 1155 | Calendario 1155 | Calendario 1155 | Calendario 1155 | Calendario 1155 | Calendario 1155 | Calendario 1155 | Calendario 1155 | Calendario 1155 | Calendario 1155 | Calendario 1155 | Calendario 1155 | Calendario 1155 | Calendario 1155 |
| --------------- | --------------- | --------------- | --------------- | --------------- | --------------- | --------------- | --------------- | --------------- | --------------- | --------------- | --------------- | --------------- | --------------- | --------------- | --------------- | --------------- | --------------- | --------------- | --------------- | --------------- | --------------- | --------------- | --------------- | --------------- | --------------- | --------------- | --------------- | --------------- | --------------- | --------------- | --------------- | --------------- |
|                 | 1               | 2               | 3               | 4               | 5               | 6               | 7               | 8               | 9               | 10              | 11              | 12              | 13              | 14              | 15              | 16              | 17              | 18              | 19              | 20              | 21              | 22              | 23              | 24              | 25              | 26              | 27              | 28              | 29              | 30              | 31              |                 |
| Gennaio         | Sa              | Do              | Lu              | Ma              | Me              | Gi              | Ve              | Sa              | Do              | Lu              | Ma              | Me              | Gi              | Ve              | Sa              | Do              | Lu              | Ma              | Me              | Gi              | Ve              | Sa              | Do              | Lu              | Ma              | Me              | Gi              | Ve              | Sa              | Do              | Lu              |                 |
| Febbraio        | Ma              | Me              | Gi              | Ve              | Sa              | Do              | Lu              | Ma              | Me              | Gi              | Ve              | Sa              | Do              | Lu              | Ma              | Me              | Gi              | Ve              | Sa              | Do              | Lu              | Ma              | Me              | Gi              | Ve              | Sa              | Do              | Lu              |                 |                 |                 |                 |
| Marzo           | Ma              | Me              | Gi              | Ve              | Sa              | Do              | Lu              | Ma              | Me              | Gi              | Ve              | Sa              | Do              | Lu              | Ma              | Me              | Gi              | Ve              | Sa              | Do              | Lu              | Ma              | Me              | Gi              | Ve              | Sa              | Do              | Lu              | Ma              | Me              | Gi              |                 |
| Aprile          | Ve              | Sa              | Do              | Lu              | Ma              | Me              | Gi              | Ve              | Sa              | Do              | Lu              | Ma              | Me              | Gi              | Ve              | Sa              | Do              | Lu              | Ma              | Me              | Gi              | Ve              | Sa              | Do              | Lu              | Ma              | Me              | Gi              | Ve              | Sa              |                 |                 |
| Maggio          | Do              | Lu              | Ma              | Me              | Gi              | Ve              | Sa              | Do              | Lu              | Ma              | Me              | Gi              | Ve              | Sa              | Do              | Lu              | Ma              | Me              | Gi              | Ve              | Sa              | Do              | Lu              | Ma              | Me              | Gi              | Ve              | Sa              | Do              | Lu              | Ma              |                 |
| Giugno          | Me              | Gi              | Ve              | Sa              | Do              | Lu              | Ma              | Me              | Gi              | Ve              | Sa              | Do              | Lu              | Ma              | Me              | Gi              | Ve              | Sa              | Do              | Lu              | Ma              | Me              | Gi              | Ve              | Sa              | Do              | Lu              | Ma              | Me              | Gi              |                 |                 |
| Luglio          | Ve              | Sa              | Do              | Lu              | Ma              | Me              | Gi              | Ve              | Sa              | Do              | Lu              | Ma              | Me              | Gi              | Ve              | Sa              | Do              | Lu              | Ma              | Me              | Gi              | Ve              | Sa              | Do              | Lu              | Ma              | Me              | Gi              | Ve              | Sa              | Do              |                 |
| Agosto          | Lu              | Ma              | Me              | Gi              | Ve              | Sa              | Do              | Lu              | Ma              | Me              | Gi              | Ve              | Sa              | Do              | Lu              | Ma              | Me              | Gi              | Ve              | Sa              | Do              | Lu              | Ma              | Me              | Gi              | Ve              | Sa              | Do              | Lu              | Ma              | Me              |                 |
| Settembre       | Gi              | Ve              | Sa              | Do              | Lu              | Ma              | Me              | Gi              | Ve              | Sa              | Do              | Lu              | Ma              | Me              | Gi              | Ve              | Sa              | Do              | Lu              | Ma              | Me              | Gi              | Ve              | Sa              | Do              | Lu              | Ma              | Me              | Gi              | Ve              |                 |                 |
| Ottobre         | Sa              | Do              | Lu              | Ma              | Me              | Gi              | Ve              | Sa              | Do              | Lu              | Ma              | Me              | Gi              | Ve              | Sa              | Do              | Lu              | Ma              | Me              | Gi              | Ve              | Sa              | Do              | Lu              | Ma              | Me              | Gi              | Ve              | Sa              | Do              | Lu              |                 |
| Novembre        | Ma              | Me              | Gi              | Ve              | Sa              | Do              | Lu              | Ma              | Me              | Gi              | Ve              | Sa              | Do              | Lu              | Ma              | Me              | Gi              | Ve              | Sa              | Do              | Lu              | Ma              | Me              | Gi              | Ve              | Sa              | Do              | Lu              | Ma              | Me              |                 |                 |
| Dicembre        | Gi              | Ve              | Sa              | Do              | Lu              | Ma              | Me              | Gi              | Ve              | Sa              | Do              | Lu              | Ma              | Me              | Gi              | Ve              | Sa              | Do              | Lu              | Ma              | Me              | Gi              | Ve              | Sa              | Do              | Lu              | Ma              | Me              | Gi              | Ve              | Sa              |                 |